# Jamie Vardy
Jamie Vardy (Sheffield, 11. siječnja 1987.) engleski je nogometaš koji igra na poziciji napadača. Trenutačno je bez kluba.
Počeo je seniorsku karijeru u Stockbridgeu nakon što su ga pustili iz juniorske ekipe Sheffield Wednesdaya. U Stockbridgeu je proveo 3 sezone. Nakon toga seli u Halifax Town 2010-te godine. Zabio je 25 golova u svojoj debitantskoj sezoni te je zbog toga osvojio nagradu za klupskog igrača godine.
2011-te godine prelazi u Fleetwood Town te zabija 31 gol u svojoj debitantskoj sezoni potom osvaja prvenstvo i nagradu za klupskog igrača godine. U svibnju 2012-te godine prelazi u Leicester City za 1 milijun funti.
S Leicesterom osvaja Championship 2014-te. U sezoni 2015/16 zabija u 11 utakmica zaredom te je tako srušio rekord od 10 utakmica zaredom. Rekord je prije držao legendarni nizozemski napadač Ruud van Nistelrooy. U toj sezoni je napravio čudo. S Leicesterom je osvojio Premier ligu te je Vardy nominiran u premierligaški tim godine.
Reprezentativni debi je napravio u srpnju 2015-te godine te je izabran za Europsko prvenstvo 2016-te godine u Francuskoj te za FIFA-ino Svjetsko prvenstvo u Rusiji 2018-te godine.